# Campeonato dos Quatro Continentes de Patinação Artística no Gelo de 2002
O Campeonato dos Quatro Continentes de Patinação Artística no Gelo de 2002 foi a quarta edição do Campeonato dos Quatro Continentes de Patinação Artística no Gelo, um evento anual de patinação artística no gelo organizado pela União Internacional de Patinação (em inglês:  International Skating Union) onde os patinadores artísticos competem pelo título de campeão dos quatro continentes. A competição foi disputada entre os dias 21 de janeiro e 27 de janeiro, na cidade de Jeonju, Coreia do Sul.

## Eventos
- Individual masculino
- Individual feminino
- Duplas
- Dança no gelo

## Medalhistas
| Evento                        | Ouro                                            | Prata                                            | Bronze                           |
| Individual masculino detalhes | Jeffrey Buttle · Canadá                         | Takeshi Honda · Japão                            | Gao Song · China                 |
| Individual feminino detalhes  | Jennifer Kirk · Estados Unidos                  | Shizuka Arakawa · Japão                          | Yoshie Onda · Japão              |
| Duplas detalhes               | Pang Qing · Tong Jian · China                   | Anabelle Langlois · Patrice Archetto · Canadá    | Zhang Dan · Zhang Hao · China    |
| Dança no gelo detalhes        | Naomi Lang · Peter Tchernyshev · Estados Unidos | Tanith Belbin · Benjamin Agosto · Estados Unidos | Megan Wing · Aaron Lowe · Canadá |

## Resultados

### Individual masculino
| Pos.              | Nome               | Nacionalidade  | Pontos | PC | PL |
| ----------------- | ------------------ | -------------- | ------ | -- | -- |
| Medalha de ouro   | Jeffrey Buttle     | Canadá         | 3.0    | 2  | 2  |
| Medalha de prata  | Takeshi Honda      | Japão          | 3.5    | 5  | 1  |
| Medalha de bronze | Gao Song           | China          | 5.0    | 4  | 3  |
| 4                 | Johnny Weir        | Estados Unidos | 5.5    | 3  | 4  |
| 5                 | Matthew Savoie     | Estados Unidos | 5.5    | 1  | 5  |
| 6                 | Ma Xiaodong        | China          | 10.0   | 8  | 6  |
| 7                 | Roman Skorniakov   | Uzbequistão    | 11.0   | 6  | 8  |
| 8                 | Makoto Okazaki     | Japão          | 12.0   | 10 | 7  |
| 9                 | Yamato Tamura      | Japão          | 12.5   | 7  | 9  |
| 10                | Derrick Delmore    | Estados Unidos | 14.5   | 9  | 10 |
| 11                | Jayson Dénommée    | Canadá         | 16.5   | 11 | 11 |
| 12                | Guo Zhengxin       | China          | 19.0   | 14 | 12 |
| 13                | Vladimir Belomoin  | Uzbequistão    | 19.0   | 12 | 13 |
| 14                | Bradley Santer     | Austrália      | 20.5   | 13 | 14 |
| 15                | Dino Quattrocecere | África do Sul  | 23.5   | 17 | 15 |
| 16                | Daniel Harries     | Austrália      | 24.0   | 16 | 16 |
| 17                | Stuart Beckingham  | Austrália      | 26.0   | 18 | 17 |
| 18                | Mauricio Medellin  | México         | 26.5   | 15 | 19 |
| 19                | Gareth Echardt     | África do Sul  | 27.5   | 19 | 18 |
| 20                | Manuel Segura      | México         | 30.0   | 20 | 20 |
| 21                | Tristan Thode      | Nova Zelândia  | 31.5   | 21 | 21 |
| 22                | Michael Gilpin     | México         | 33.0   | 22 | 22 |
| WD                | Emanuel Sandhu     | Canadá         | —      | WD |    |

### Individual feminino
| Pos.                                                  | Nome                    | Nacionalidade  | Pontos | PC | PL |
| ----------------------------------------------------- | ----------------------- | -------------- | ------ | -- | -- |
| Medalha de ouro                                       | Jennifer Kirk           | Estados Unidos | 2.5    | 3  | 1  |
| Medalha de prata                                      | Shizuka Arakawa         | Japão          | 3.0    | 2  | 2  |
| Medalha de bronze                                     | Yoshie Onda             | Japão          | 3.5    | 1  | 3  |
| 4                                                     | Jennifer Robinson       | Canadá         | 6.5    | 5  | 4  |
| 5                                                     | Ann Patrice McDonough   | Estados Unidos | 7.0    | 4  | 5  |
| 6                                                     | Annie Bellemare         | Canadá         | 9.0    | 6  | 6  |
| 7                                                     | Fang Dan                | China          | 11.0   | 8  | 7  |
| 8                                                     | Akiko Suzuki            | Japão          | 14.0   | 12 | 8  |
| 9                                                     | Joannie Rochette        | Canadá         | 14.0   | 10 | 9  |
| 10                                                    | Tatiana Malinina        | Uzbequistão    | 14.5   | 7  | 11 |
| 11                                                    | Andrea Gardiner         | Estados Unidos | 15.5   | 11 | 10 |
| 12                                                    | Miriam Manzano          | Austrália      | 18.5   | 13 | 12 |
| 13                                                    | Joanne Carter           | Austrália      | 18.5   | 9  | 14 |
| 14                                                    | Anastasia Gimazetdinova | Uzbequistão    | 20.0   | 14 | 13 |
| 15                                                    | Shirene Human           | África do Sul  | 24.0   | 18 | 15 |
| 16                                                    | Jenna-Ann Buys          | África do Sul  | 24.5   | 15 | 17 |
| 17                                                    | Park Bit-Na             | Coreia do Sul  | 25.5   | 19 | 16 |
| 18                                                    | Wang Qingyun            | China          | 26.0   | 16 | 18 |
| 19                                                    | Gladys Orozco           | México         | 29.0   | 20 | 19 |
| 20                                                    | Shin Yea-Ji             | Coreia do Sul  | 30.5   | 21 | 20 |
| 21                                                    | Christine Lee           | Hong Kong      | 31.5   | 17 | 23 |
| 22                                                    | Rocio Salas             | México         | 32.5   | 23 | 21 |
| 23                                                    | Diane Chen              | Taipé Chinesa  | 33.0   | 22 | 22 |
| 24                                                    | Sarah-Yvonne Prytula    | Austrália      | 36.0   | 24 | 24 |
| Não avançaram para a patinação livre / programa longo |                         |                |        |    |    |
| 25                                                    | Quinn Wilmans           | África do Sul  | —      | 25 |    |
| 26                                                    | Helena Garcia           | México         | —      | 26 |    |
| 27                                                    | Imelda-Rose Hegerty     | Nova Zelândia  | —      | 27 |    |
| 28                                                    | Anny Hou                | Taipé Chinesa  | —      | 28 |    |
| WD                                                    | Choi Young-Eun          | Coreia do Sul  | —      | WD |    |

### Duplas
| Pos.              | Nome                                  | Nacionalidade  | Pontos | PC | PL |
| ----------------- | ------------------------------------- | -------------- | ------ | -- | -- |
| Medalha de ouro   | Pang Qing / Tong Jian                 | China          | 1.5    | 1  | 1  |
| Medalha de prata  | Anabelle Langlois / Patrice Archetto  | Canadá         | 3.0    | 2  | 2  |
| Medalha de bronze | Zhang Dan / Zhang Hao                 | China          | 5.0    | 4  | 3  |
| 4                 | Valérie Marcoux / Bruno Marcotte      | Canadá         | 6.5    | 5  | 4  |
| 5                 | Stephanie Kalesavich / Aaron Parchem  | Estados Unidos | 6.5    | 3  | 5  |
| 6                 | Jacinthe Larivière / Lenny Faustino   | Canadá         | 9.5    | 7  | 6  |
| 7                 | Rena Inoue / John Baldwin Jr.         | Estados Unidos | 10.0   | 6  | 7  |
| 8                 | Ding Yang / Ren Zongfei               | China          | 12.0   | 8  | 8  |
| 9                 | Yuko Kawaguchi / Alexander Markuntsov | Japão          | 14.0   | 10 | 9  |
| 10                | Kathryn Orscher / Garrett Lucash      | Estados Unidos | 14.5   | 9  | 10 |

### Dança no gelo
| Pos.              | Nome                               | Nacionalidade  | Pontos | DC1 | DC2 | DO | DL |
| ----------------- | ---------------------------------- | -------------- | ------ | --- | --- | -- | -- |
| Medalha de ouro   | Naomi Lang / Peter Tchernyshev     | Estados Unidos | 2.0    | 1   | 1   | 1  | 1  |
| Medalha de prata  | Tanith Belbin / Benjamin Agosto    | Estados Unidos | 4.0    | 2   | 2   | 2  | 2  |
| Medalha de bronze | Megan Wing / Aaron Lowe            | Canadá         | 6.0    | 3   | 3   | 3  | 3  |
| 4                 | Beata Handra / Charles Sinek       | Estados Unidos | 8.0    | 4   | 4   | 4  | 4  |
| 5                 | Josée Piché / Pascal Denis         | Canadá         | 10.0   | 5   | 5   | 5  | 5  |
| 6                 | Zhang Weina / Cao Xianming         | China          | 12.0   | 6   | 6   | 6  | 6  |
| 7                 | Yang Tae-Hwa / Lee Chuen-Gun       | Coreia do Sul  | 14.0   | 7   | 7   | 7  | 7  |
| 8                 | Rie Arikawa / Kenji Miyamoto       | Japão          | 16.2   | 8   | 9   | 8  | 8  |
| 9                 | Nozomi Watanabe / Akiyuki Kido     | Japão          | 17.8   | 9   | 8   | 9  | 9  |
| 10                | Qi Jia / Sun Xu                    | China          | 20.4   | 11  | 11  | 10 | 10 |
| 11                | Fan Ru / Suo Bin                   | China          | 21.6   | 10  | 10  | 11 | 11 |
| 12                | Julia Klochko / Ramil Sarkulov     | Uzbequistão    | 24.2   | 13  | 12  | 12 | 12 |
| 13                | Natalie Buck / Trent Nelson-Bond   | Austrália      | 25.8   | 12  | 13  | 13 | 13 |
| 14                | Aimee Hartog / Daniel Price        | Austrália      | 28.2   | 14  | 15  | 14 | 14 |
| 15                | Kirstie Kettleton / Trevor Sieders | Austrália      | 29.8   | 15  | 14  | 15 | 15 |

## Quadro de medalhas
| Ordem | País           | Medalha de ouro | Medalha de prata | Medalha de bronze |    | Ordem por total |
| ----- | -------------- | --------------- | ---------------- | ----------------- | -- | --------------- |
| 1     | Estados Unidos | 2               | 1                |                   | 3  | 1               |
| 2     | Canadá         | 1               | 1                | 1                 | 3  | 1               |
| 3     | China          | 1               |                  | 2                 | 3  | 1               |
| 4     | Japão          |                 | 2                | 1                 | 3  | 1               |
| TOTAL | TOTAL          | 4               | 4                | 4                 | 12 | —               |